# Nevestino, Burgas
Nevestino (în bulgară Невестино) este un sat în comuna Karnobat, regiunea Burgas,  Bulgaria. 

## Demografie
Componența etnică a satului Nevestino
     Nicio identificare (3,42%)
     Bulgari (64,73%)
     Turci (6,57%)
     Romi (25,26%)
La recensământul din 2011, populația satului Nevestino era de 380 locuitori. Din punct de vedere etnic, majoritatea locuitorilor (64,73%) erau bulgari, existând și minorități de romi (25,26%) și turci (6,57%). Pentru 3,42% din locuitori nu este cunoscută apartenența etnică.